# Hipparcos
Hipparcos (ang. High Precision Parallax Collecting Satellite lub Hipparcos Space Astrometry Mission) – przedsięwzięcie Europejskiej Agencji Kosmicznej (ESA) mające na celu pomiar paralaks i ruchów własnych gwiazd. Nazwę projektu nadano na cześć starożytnego greckiego astronoma Hipparchosa z Nikei. Satelita wyznaczył odległości do ponad 2,5 miliona gwiazd, położonych w promieniu 150 parseków (490 lat świetlnych) od Ziemi; wyniki tych pomiarów zawarto w katalogach – Hipparcos, Tycho i jego znacznie ulepszonej wersji Tycho-2.

## Przebieg misji
Pierwsze plany misji Hipparcosa powstały w 1980 roku. Satelita został wyniesiony na orbitę przez rakietę Ariane 4 z kosmodromu Kourou 8 sierpnia 1989 roku. Pierwotnie miał znaleźć się na orbicie geostacjonarnej, jednak awaria napędu sprawiła, że ostatecznie Hipparcos spoczął na mocno wydłużonej (mimośród 0,7) orbicie na wysokości od 542 do 35 836 kilometrów nad Ziemią, z okresem obiegu równym około 640 minut. Pomimo tego utrudnienia zrealizowano niemal wszystkie zaplanowane cele naukowe. Zbieranie danych trwało do marca 1993 roku, natomiast łączność z satelitą całkowicie zawieszono 15 sierpnia tego samego roku.

## Rezultaty misji
Program został podzielony na dwie części: eksperyment Hipparcos – polegający na pomiarze pięciu parametrów astrometrycznych około 120 tysięcy gwiazd, z dokładnością 2 do 4 milisekund łuku, oraz eksperyment Tycho, który miał za zadanie pomiar właściwości astrometrycznych i fotometrycznych kolejnych 400 tysięcy gwiazd, z nieco mniejszą dokładnością.
Podczas trzech i pół roku intensywnej pracy Hipparcos odkrył wiele gwiazd podwójnych, zarejestrował zmiany blasku tysięcy gwiazd zmiennych oraz wyznaczył położenie gwiazd z niespotykaną dotąd precyzją.
Wyniki obserwacji zebrano w katalogach:
- Hipparcos – położenia 118 218 gwiazd z dokładnością jednej milisekundy kątowej, jasność z dokładnością do 0,2%), ruchy własne; ukończony w sierpniu 1996,
- Tycho – pozycje 1 058 332 gwiazd z dokładnością 20-30 milisekund kątowych, jasności – do 6%, ruchy własne; ukończony w sierpniu 1996.

ESA opublikowała katalogi Hipparcos i Tycho w czerwcu 1997 jako zestaw 6 płyt CD, w cenie 400 dolarów amerykańskich. Był to największy katalog gwiazd, jaki kiedykolwiek sporządzono.
- Tycho-2 – dane 2 539 913 gwiazd z większą precyzją niż w Tycho (dzięki ulepszonym technikom obliczeniowym), ukończony w 2000 roku, objął 99% gwiazd o wielkościach gwiazdowych do 11m. Tycho 2 również został wydany na płycie CD.

Na podstawie danych uzyskanych w wyniku misji powstały największe w historii drukowane atlasy nieba: „Millennium Star Atlas” (Roger W. Sinnott i Michael A. C. Perryman, 1997) i wydany w języku polskim „Wielki Atlas Nieba” (Piotr Brych, 1999).

## Kontrowersje
Uzyskane przez Hipparcosa wyniki okazały się dość zaskakujące – w przypadku wielu gwiazd znacznie różniły się od dotychczas przyjmowanych. Między innymi odległość od Plejad zmierzona przez satelitę była o 10% mniejsza niż zmierzona innymi metodami; spośród 3000 gwiazd leżących w obrębie 75 lat świetlnych od Słońca, aż 20 do 30% leży według Hipparcosa znacznie dalej, zaś tylko połowa z gwiazd odległych do 250 l.y. okazuje się mieścić w tej granicy. Tak duże rozbieżności zrodziły obawy, że dane Hipparcosa naznaczone są błędem systematycznym rzędu 1 milisekundy łuku w co najmniej kilku obszarach nieba. W czerwcu 2004 obserwacje wykonane przez Teleskop Hubble'a oraz obserwatoria na Mount Palomar i Mount Wilson dowiodły, że dystans do Plejad otrzymany przez Hipparcosa jest błędny.